# Тетерань (комуна)
Тетерань, Тетерані (рум. Tătărani) — комуна у повіті Димбовіца в Румунії. До складу комуни входять такі села (дані про населення за 2002 рік):
- Гебоєнь (1571 особа)
- Кепріору (1915 осіб)
- Прібою (1000 осіб)
- Тетерань (992 особи)

Комуна розташована на відстані 90 км на північний захід від Бухареста, 16 км на північний захід від Тирговіште, 137 км на північний схід від Крайови, 77 км на південь від Брашова.

## Населення
За даними перепису населення 2002 року у комуні проживали 5478 осіб.
Національний склад населення комуни:
| Національність | Кількість осіб | Відсоток |
| -------------- | -------------- | -------- |
| румуни         | 5476           | > 99,9%  |
| угорці         | 1              | < 0,1%   |
| болгари        | 1              | < 0,1%   |

Рідною мовою назвали:
| Мова      | Кількість осіб | Відсоток |
| --------- | -------------- | -------- |
| румунська | 5476           | > 99,9%  |
| угорська  | 1              | < 0,1%   |
| німецька  | 1              | < 0,1%   |

Склад населення комуни за віросповіданням:
| Релігія       | Кількість осіб | Відсоток |
| ------------- | -------------- | -------- |
| православні   | 5426           | 99,1%    |
| адвентисти    | 30             | 0,5%     |
| п'ятдесятники | 19             | 0,3%     |
| римо-католики | 2              | < 0,1%   |
| реформати     | 1              | < 0,1%   |